# Дзвонковиці
Дзвонковиці (пол. Dzwonkowice) — село в Польщі, у гміні Новий Кавенчин Скерневицького повіту Лодзинського воєводства.
Населення — 47 осіб (2011).
У 1975-1998 роках село належало до Скерневицького воєводства.

## Демографія
Демографічна структура станом на 31 березня 2011 року:
|          | Загалом | Допрацездатний вік | Працездатний вік | Постпрацездатний вік |
| -------- | ------- | ------------------ | ---------------- | -------------------- |
| Чоловіки | 26      | 4                  | 17               | 5                    |
| Жінки    | 21      | 4                  | 9                | 8                    |
| Разом    | 47      | 8                  | 26               | 13                   |